# 白桦 (1920年)
白桦（1920年—1993年），男，山东临清人，中华人民共和国政治人物，曾任天津市人民委员会副市长，天津市人大常委会副主任。